# Ferrari 166 FL
La 166 FL è un'autovettura monoposto da competizione prodotta dalla Ferrari dal 1949 al 1952 in tre esemplari. È anche conosciuta come 166 C America.

## Il contesto
Il modello fu studiato per partecipare alle gare di formula libera, cioè a quella categoria di competizioni dove non erano presenti limitazioni per la cilindrata dei motori delle vetture. All'epoca del lancio della “166 FL” i regolamenti della Formula 2 prescrivevano una cilindrata massima di 2 L. Le norme della nascitura Formula 1, che sarebbe iniziata nel 1950, stabilivano invece una cilindrata massima di 4,5 L per i propulsori aspirati e 1,5 L per quelli sovralimentati. Per le gare di formula libera, la Ferrari decise di preparare una vettura il cui motore derivava da quello installato sulla 166 F2, che era un'auto studiata per la Formula 2. A questo propulsore, che era aspirato, fu installato il compressore del motore della 125 F1, cioè della prima vettura Ferrari progettata per partecipare al campionato di Formula 1. In questo modo si ottenne un propulsore sovralimentato abbastanza potente e sufficientemente affidabile, dato che non era così spinto come il motore della 125 F1. Nacque così la “166 FL”.
La sigla numerica nel nome del modello era collegata alle caratteristiche del motore; più precisamente richiamava la cilindrata unitaria, cioè quella relativa a un solo cilindro, che era circa di 166 cm³. La sigla “FL” invece significava “Formula Libera”, ed era collegata alla tipologia di competizioni per cui fu progettata e a cui prese parte.

## Le competizioni

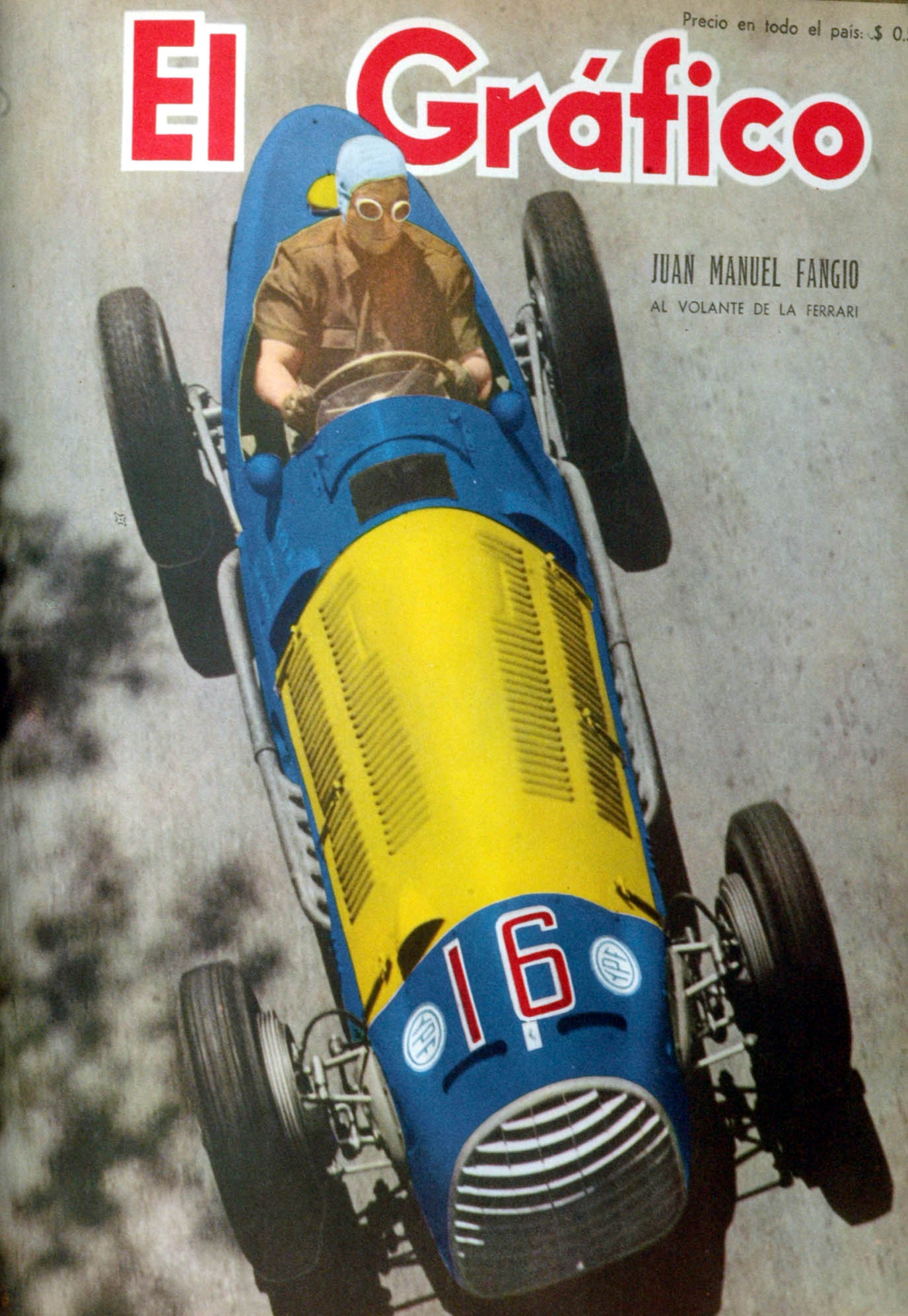
Juan Manuel Fangio al Gran Premio di Buenos Aires 1950

La competizione più importante a cui partecipò il modello fu la Temporada Argentina, che fece parte della categoria formula libera e che consistette in una serie di corse che si disputarono in Sudamerica. La “166 FL” prese parte alle gare della sopraccitata competizione tra il 1949 e il 1952, dominando la manifestazione nonostante l'agguerrita concorrenza di Alfa Romeo, Maserati e Mercedes. Alla Temporada Argentina le vittorie più importanti furono al Circuito Parco Indipendenza di Rosario il 13 febbraio 1949 (“III Coppa de Acciòn San Lorenzo”) con Nino Farina, al Circuito Parco Palermo di Buenos Aires il 18 dicembre 1949 (“III Gran Premio Juan Domingo Peron”) con Alberto Ascari, al Circuito Parco Urquiza di Paraná il 12 novembre 1950 (“I Gran Premio Città di Paraná”) con Juan Manuel Fangio e José Froilán González, al Circuito Valdivia Norte di Santiago del Cile il 18 dicembre 1950 (“G.P Presidente Arturo Alessandri Palma”) ancora con Juan Manuel Fangio e José Froilán González, al Circuito di Interlagos di San Paolo il 13 gennaio 1952 (“VII Gran Premio Città di San Paolo”) con Juan Manuel Fangio, al Circuito Barra de Tujica di Rio de Janeiro il 3 febbraio 1952 (“Gran Premio Quinta de Boa Vista”) con Fangio e al Circuito di Piriapolis di Montevideo il 30 marzo 1952 (“Gran Premio di Montevideo”) ancora con Juan Manuel Fangio.

## Caratteristiche tecniche
Il motore era un V12 a 60° sovralimentato, anteriore e longitudinale. L'alesaggio e la corsa erano rispettivamente di 60 mm e 58,8 mm, che portavano la cilindrata totale a 1995,02 cm³. Il rapporto di compressione era di 6,5:1. La testata e il monoblocco erano in lega leggera. La potenza massima erogata dal propulsore era di 260 CV a 7000 giri al minuto.
La distribuzione era formata da un singolo albero a camme in testa che comandava due valvole per cilindro. L'alimentazione era assicurata da un compressore volumetrico a monte del quale era presente un carburatore di marca Weber e modello 40 DO3C. L'accensione era singola e il relativo impianto comprendeva due magneti. La lubrificazione era a carter secco, mentre la frizione era multidisco.
Le sospensioni anteriori erano costituite da quadrilateri trasversali e una balestra montata nello stesso modo, mentre quelle posteriori erano formate da semiassi oscillanti e barre di torsione. Entrambe erano indipendenti e avevano montato ammortizzatori idraulici Houdaille. I freni erano a tamburo sulle quattro ruote, mentre la trasmissione era formata da un cambio manuale a cinque rapporti più la retromarcia. Lo sterzo era a vite senza fine e settore dentato. La trazione era posteriore.
Il telaio era tubolare in acciaio, mentre la carrozzeria era monoposto.
La velocità massima raggiunta dalla “166 FL” era di 260 km/h.